# Phenacoccus indicus
Phenacoccus indicus är en insektsart som först beskrevs av Avasthi och Shafee 1980.  Phenacoccus indicus ingår i släktet Phenacoccus och familjen ullsköldlöss. Inga underarter finns listade i Catalogue of Life.